# Colitis

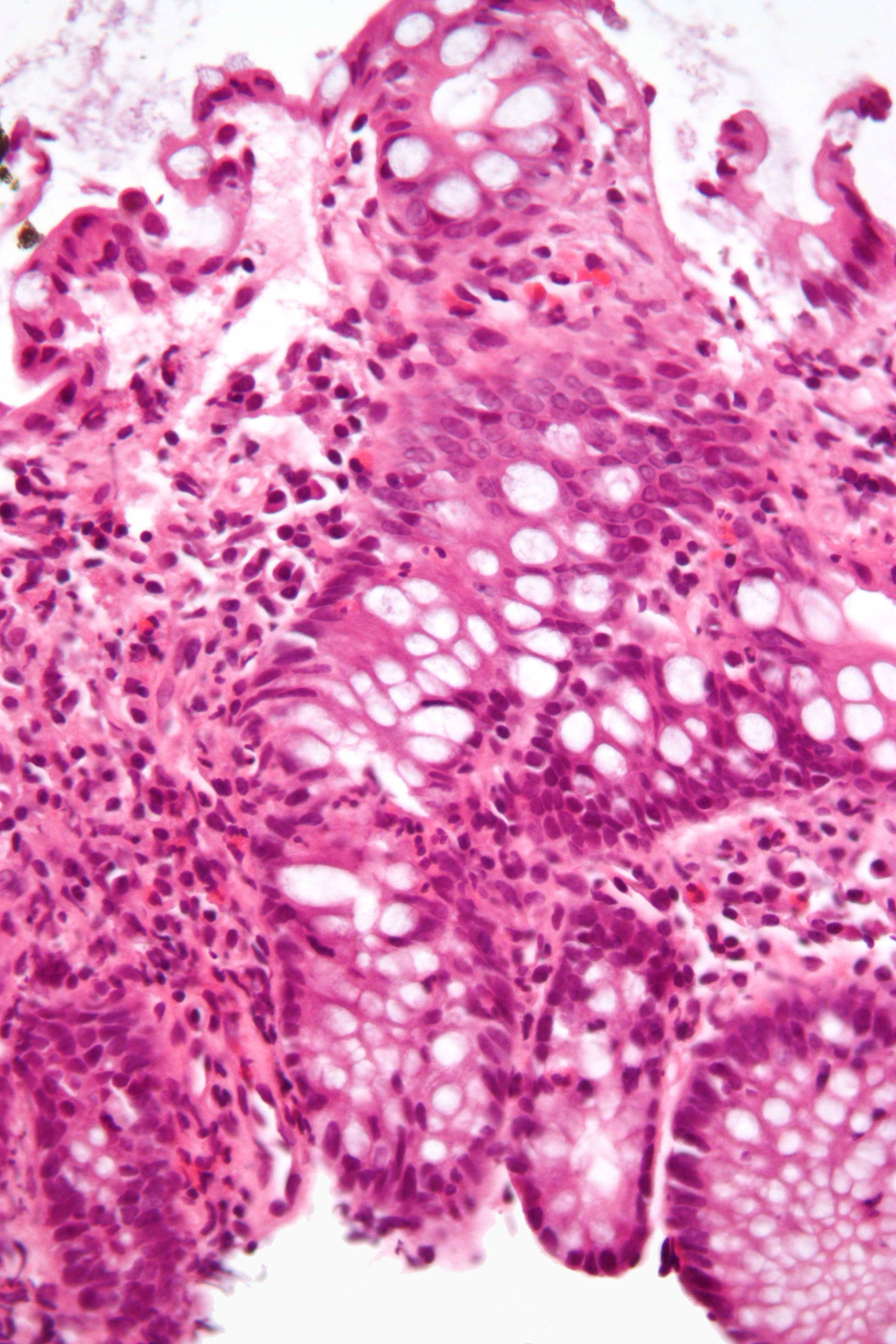
Microscopische voorstelling van Colitis

Colitis is de algemene benaming voor een ontsteking van de dikke darm (colon). 
Colitis wordt gekenmerkt door lichte tot hevige diarree met bloedverlies gepaard gaand met koorts en buikpijn. De diagnose wordt doorgaans gesteld na onderzoek met een endoscoop.